# Activitate paranormală 3
Activitate paranormală 3 este un film american de groază supranatural din 2011 regizat de Henry Joost și Ariel Schulman, scris de Christopher B. Landon. Este a treia producție din seria filmelor Activitate Paranormală, fiind un prolog, acțiunea având loc cu 18 ani înaintea evenimentelor primelor două filme. A fost lansat pe 21 octombrie 2011 .
Filmul a fost cel mai mare succes financiar din întreaga sa serie, încasând peste 200 de milioane de dolari.